# Банник, Виктор Петрович
Виктор Петрович Банник — советский хозяйственный, государственный и политический деятель, Герой Социалистического Труда.

## Биография
Родился в 1909 году в Ташкенте. Член КПСС.
С 1933 года — на хозяйственной, общественной и политической работе. В 1933—1976 гг. — специалист по монтажу и наладке турбоагрегатов и вспомогательного оборудования для тепловых и гидроэлектростанций треста «Центроэнергомонтаж», на строительстве ряда ТЭЦ и ГРЭС, начальник турбинного цеха строительства Среднеуральской ГРЭС, главный инженер участка треста «Центроэнергомонтаж» на Северо-Донецкой ГРЭС, заместитель начальника, главный инженер Главного управления по монтажу теплосилового оборудования электростанций Министерства строительства электростанций СССР.
Указом Президиума Верховного Совета СССР от 20 сентября 1962 года присвоено звание Героя Социалистического Труда с вручением ордена Ленина и золотой медали «Серп и Молот».
Заслуженный строитель РСФСР.
Умер в Москве 3 января 1989 года. Похоронен в Москве на Кунцевском кладбище.